# 타위 분야껫
타위 분야껫(태국어: ทวี บุณยเกตุ, 1904년 11월 10일~1971년 11월 3일)은 태국의 정치인이었고 짧은 기간 동안 총리를 지냈다.

## 교육
킹스 칼리지, 케임브리지 대학교, 프랑스 그리뇽 국립 과학원에서 공부한 후, 그는 태국 농업협동조합부에서 공무원으로 일하기 시작했다.

## 정치 경력
1932년 6월 24일 국민당에 입당했다. 그는 쁠랙 피분송크람 내각에서는 사무총장이 되었고, 쿠앙 아파이웡 내각에서는 교육부 장관이 되었다. 1945년 8월 31일, 쿠앙은 총리로 선출되어 제12대 태국 행정부를 구성했다. 그러나 그는 자유 태국 운동의 대표인 세니 쁘라못이 지명되지 않았기 때문에 선택되었다. 당선된 지 17일 후인 9월 17일, 그는 세니 쁘라못을 위해 총리직을 사임했다.
후에 그는 사릿 타나랏의 정부에서 헌법 기초 위원회의 의장이 되었다.

## 훈장 및 상

### 시암의 행정 기관
- 태국 농업협동조합부 차관보 (시암)[1][2]